# النواة المتوسطة الوحشية
تقع النواة المتوسطة المتوحشة ( IML ) في الصفيحة الرمادية السابعة للعمود الرمادي الجانبي، وهو أحد أعمدة المادة الرمادية الثلاثة الموجودة في النخاع الشوكي.
يوجد العمود الخلوي المتوسط الجانبي عند مستويات الفقرات الفقرة الصدرية 1 (T1) – الفقرة القطنية 3 (L3). وهو يتوسط الأعصاب الودية بأكملها في الجسم، ولكن النواة توجد في المادة الرمادية للحبل الشوكي.
تحتوي الصفيحة السابعة على عدة نوى محددة جيدًا بما في ذلك النواة الصدرية الخلفية (عمود كلارك)، والنواة المتوسطة الجانبية، والنواة العجزية اللاإرادية.
يمتد من الفقرة الصدرية 1 (T1) إلى الفقرة القطنية 3 (L3)، ويحتوي على الخلايا العصبية الحركية اللاإرادية التي تؤدي إلى الألياف قبل العقدية للجهاز العصبي الودي (الأعصاب الحشوية العامة الودية ما قبل العقدية).